# 尼康F2
Nikon F2是Nikon第二部專業型號的SLR單鏡反光相機，相機於1971年﹣1980年推出，採用鈦金屬快門設計，並因應F的問題作出修正，快門速度亦由Nikon F的1/1000秒提升至1/2000秒，閃燈同步快門則為1/80秒，機身同時配備黑色及銀色兩種不同顏色選擇。
F2與F同樣配備多種不同配件包括不同的測光頂，機身可使用MD-2或MD-3馬達，與此同時，在多代的F2觀景器中，以F2AS(DP-12)產品最小及在市場上二手價格最高。